# 한국간호과학회
한국간호과학회는 간호의 학문적 발전과 연구에 관한 활동, 국내외 학회와의 교류 및 회원의 학술활동지원을 목적으로 2005년 4월 14일 설립허가된 대한민국 미래창조과학부 소관의 사단법인이다. 사무실은 서울특별시 강남구 테헤란로 7길 22 한국과학기술회관 신관 814호에 있다.

본 학회의 시작은 대한간호학회였으며, 1970년 4월 서울에서 설립하였다. 1970년 9월 과학기술단체총연합회에 가입하였고 학술대회의 개최, 학술지의 간행 등 본격적인 활동을 전개하고 있다.
1974년 대한간호협회로부터 분리, 독립학회로 재발족하여 현재 성인간호·아동간호·지역사회간호·정신간호·간호행정·기본간호·여성건강간호 등 7개 분과학회를 두어 분야별 학술활동을 하고 있다.

1984년 7월 제 1차 국제학술대회를 개최하는 등 국제활동을 본격적으로 시작하였다.

2001년 12월 대한간호학회지 한국학술진흥재단 등재학술지로 등재 되었고, 2004년에 국외 journal DB인 MEDLINE/PubMed에 영문초록을 업로드 하였다.

2005년 1월 한국간호과학회로 학회명칭을 변경하였으며, 같은해 4월 과학기술부 산하 사단법인을 설립하였다. 

2008년 SCI-expanded, SSCI 등재되었다.

2010년 10월 한국간호과학회 창립 40주년, 나이팅게일서거 100주년 기념학술대회를 개최하였다.